# Джиджавадзе, Гули Хусаиновна
Гули Хусаиновна Джиджавадзе (1930 год, село Хуцубани, Кобулетский район, Аджарская АССР, Грузинская ССР) — колхозница колхоза имени Сталина Хуцубанского сельсовета Кобулетского района, Грузинская ССР. Герой Социалистического Труда (1949).

## Биография
Родилась в 1930 году в крестьянской семье в селе Хуцубани. После окончания местной неполной средней школы трудилась в чаеводческом звене своей матери Айши Кезетовны Джиджавадзе в колхозе имени Сталина Кобулетского района.
В 1948 году собрала 6329 килограмм сортового зелёного чайного листа на участке площадью 0,5 гектара. Указом Президиума Верховного Совета СССР от 29 августа 1949 года удостоена звания Героя Социалистического Труда за «получение высоких урожаев сортового зелёного чайного листа и цитрусовых плодов в 1948 году» с вручением ордена Ленина и золотой медали «Серп и Молот» (№ 4638).
Этим же Указом званием Героя Социалистического Труда были также награждены труженицы колхоза имени Сталина Кобулетского района колхозницы Фериде Сулеймановна Давитадзе, Аиша Мемедовна Джиджавадзе, Тунтула Хусаиновна Моцкобили, Хурие Ахмедовна Бабуладзе, Фадима Хасановна Катамадзе и Гули Алиевна Шакаришвили.
Проживала в родном селе Хуцубани.
Награды
- Герой Социалистического Труда
- Орден Ленина
- Медаль «За трудовую доблесть» (19.07.1950)